# 信義松德站
25°02′01″N 121°34′28″E / 25.0335°N 121.5745°E
信義松德站是臺北捷運淡水信義線廢止規劃的捷運車站，位於中華民國臺北市信義區。因車站用地的居民反對，無法取得用地，臺北市政府捷運工程局於2015年3月31日決定廢止此站的設站計劃。

## 車站概要
車站預計設於信義路下方，在信義路與松德路口略東、信義路六段26巷至76巷間。
車站位處舊地名「蝴蝶埤」，原有一埤塘，埤塘的所在地現為臺北市立聯合醫院松德院區及虎林公園一帶。

## 車站週邊

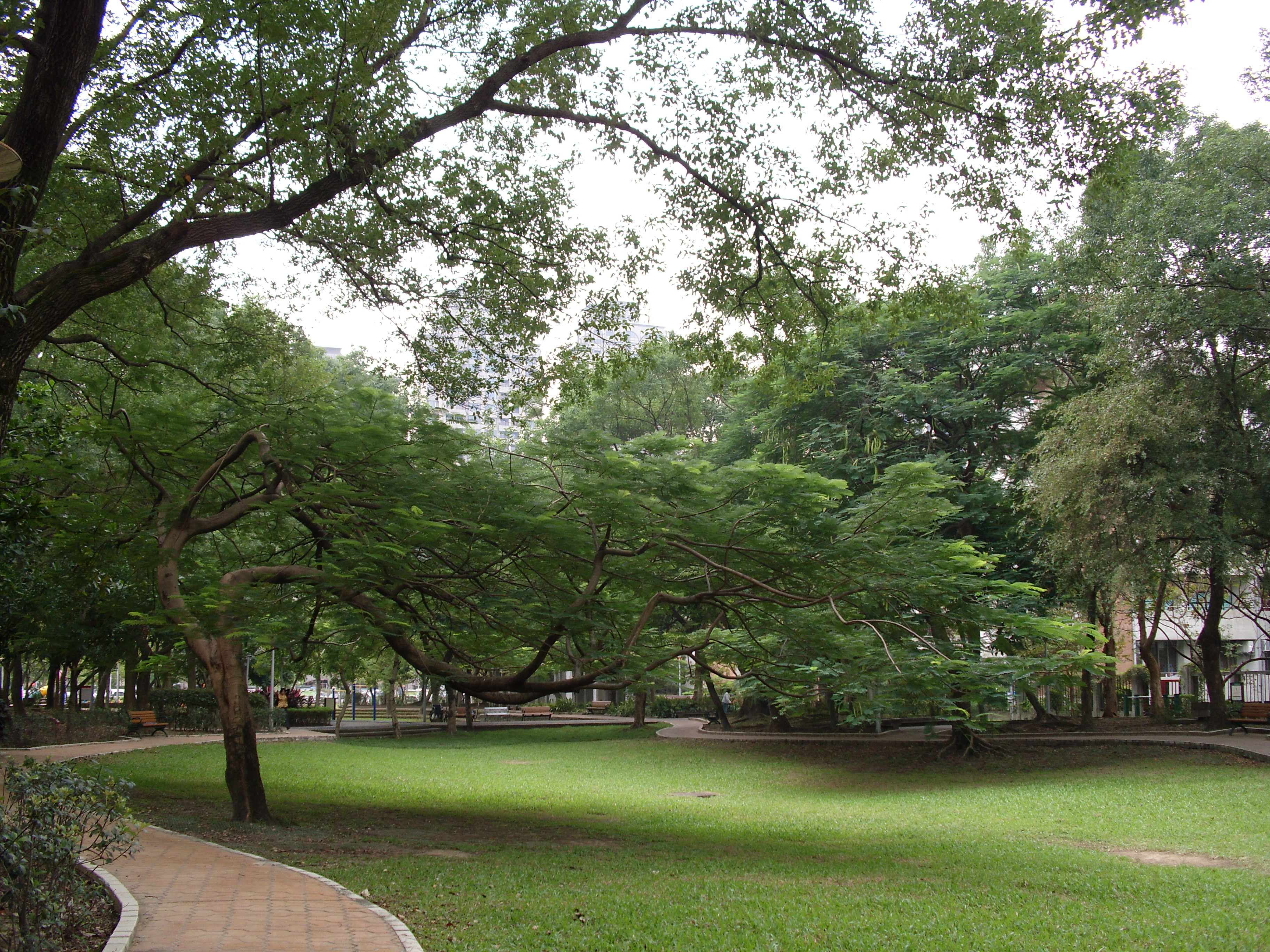
松德公園

- 松友公園
- 臺北市政府松德辦公大樓
- 虎林公園
- 臺北市立聯合醫院松德院區
- 永春高中
- 永春崗公園
- 松德公園
- 臺北市立興雅國民中學
- 信義快速道路（信義路端）
- 象山

## 歷史
2012年3月28日，臺北市信義區公所召開車站命名會議，會議結論以信義松德站、永春高中站、博愛興雅站為建議名稱，並提報臺北市政府捷運工程局評審小組審議。
曾定2019年12月完工通車。2015年3月31日，因車站所在地居民以距離象山站僅600公尺等原因反對設站，台北市政府捷運工程局正式決定廢止此站的設站及聯合開發計畫。